# Wilhelm Dibelius
Wilhelm Dibelius (* 23. April 1876 in Berlin; † 28. Januar 1931 in Berlin) war ein deutscher Anglist und Hochschullehrer.

## Leben und Wirken
Nach seiner Reifeprüfung 1894 am Luisenstädtischen Gymnasium in Berlin studierte Wilhelm Dibelius an der Universität Berlin Neuphilologie und Geschichte. Im Sommersemester 1895 studierte er an der Universität Heidelberg, im Sommersemester 1896 an der University of Cambridge (Selwyn College). Von Juli bis Oktober 1898 hielt er sich in Paris auf, um dort an der Bibliothèque Saint-Geneviève normannische Handschriften zu untersuchen. Ab dem Wintersemester 1898/99 arbeitete er dann als wissenschaftlicher Assistent am Englischen Seminar der Universität Berlin und promovierte 1899 bei Alois Brandl. Im Jahre 1901 habilitierter er sich dort und lehrte bis 1903 als Privatdozent. Von 1903 bis 1907 war er Hochschullehrer an der Kaiser-Wilhelms-Akademie Posen, anschließend wieder in Berlin. 1910 wurde er Professor und Leiter des Englischen Seminars am Hamburgischen Kolonialinstitut. Während des Ersten Weltkriegs war Dibelius beim Kriegspressedienst des Auswärtigen Amtes tätig. 1917 übernahm er ein Ordinariat für Anglistik an der Universität Bonn, 1925 wurde er als Nachfolger seines akademischen Lehrers Alois Brandl an die Universität Berlin berufen. Im Winter 19307/31 hielt er Gastvorlesungen an mehreren Universitäten in Kanada.
Sein Bruder ist der evangelische Theologe Otto Dibelius.

## Veröffentlichungen (Auswahl)
- John Capgrave und die englische Schriftsprache. In: Anglia, Bd. 23 (1900), S. 153–194 u. Bd. 24 (1901), S. 211–308 (Dissertation Universität Berlin).

- (Mithrsg.): Handbuch des Deutschtums im Auslande. Reimer, Berlin 1904.
- Englische Romankunst. Die Technik des englischen Romans im achtzehnten und zu Anfang des neunzehnten Jahrhunderts. Zwei Bände. Mayer & Müller, Berlin 1910 (2. Aufl. 1922).
- England und wir. Friederichsen, Hamburg 1914.
- Englische Berichte über Hamburg und Norddeutschland aus dem 16. bis 18. Jahrhundert. In: Zeitschrift für Hamburgische Geschichte, Bd. 19 (1914), S. 51–82.
- Was will England? Boysen, Hamburg 1914.
- Gehorsam und Freiheit im Lichte unserer Zeit. Boysen, Hamburg 1914.
- Die englische Freiheit. Boysen, Hamburg 1916.
- Charles Dickens. Teubner, Leipzig/Berlin 1916 (2. Aufl. 1926).
- Die Selbständigkeitsbestrebungen der englischen Kolonien. In: Anglica. Untersuchungen zur englischen Philologie.  Alois Brandl zum siebzigsten Geburtstage überreicht. Bd. 1. Mayer & Müller, Berlin 1925, S. 104–157.
- Wir Akademiker und das neue Deutschland. Schriftleitung der "Akademischen Blätter". Marburt 1927.
- England. Zwei Bände. Deutsche Verlags-Anstalt 1923 (6. Aufl. 1931).
- Das Studium des Englischen an der Universität Berlin. Druckerei des Studentenwerks, Berlin 1930.
- Die Überfüllung der Universität. In: Deutsches Philologen-Blatt, Bd. 38 (1930), S. 265–272.